# Wollaston (Shropshire)
Pour les articles homonymes, voir Wollaston.
Wollaston est un village du Shropshire, en Angleterre.